# Krueger (venezuelská hudební skupina)
Krueger je venezuelská death metalová kapela z Caracasu založená roku 1990. Mezi její témata patří porno, gore a zločin. Díky sadomasochistickým kostýmům svých členů, albům vyobrazujícím např. pohlavní choroby a svým textům se vyprofilovala v nejkontroverznější skupinu na venezuelské hudební scéně.
V logu skupiny se objevuje motiv rukavice s noži Freddyho Kruegera (v rané tvorbě). Svůj hudební styl nazývá porno-metalem.
Debutové studiové album Obsecración al dolor vyšlo v roce 1994. 

## Diskografie
Dema
- Espiritu del orgasmo (1991)
- En vivo San Antonio de los Altos (1992)
- Lupus (1993)

Studiová alba
- Obsecración al dolor (1994)
- Granuloma inguinal (1998)[2]
- Fetid Love (2000)
- Psicopathias Sexualis (2006)
- Venezuela: Cuentos grotescos de amor y muerte (2013)
- XXV (2017)

Kompilační alba
- Decade of Perversion (2003)
- Demo-nologia grotesca (2011)
- Bizarre Sessions (2014)
- Bizzarre Sexual Deformations (1991 / 2014) (2015)

EP
- Galeria Bizarra (2020)

Živá alba
- Venezuela: Cuentos grotescos de amor y muerte – En vivo Monstruos del Rock (2014) – DVD

Singly
- Mamera zona de muerte (2010)